# Lisa Morpurgo
Lisa Morpurgo, nata Elisa Maria Dordoni (Soncino, 19 maggio 1923 – Milano, 9 marzo 1998), è stata una scrittrice, astrologa e traduttrice italiana.

## Biografia
Laureatasi in Lettere all'Università Statale di Milano con tesi su Maurice Barrès, si avvicinò al mondo dell'astrologia casualmente grazie al suo impiego come traduttrice di testi per la casa editrice Longanesi di cui era responsabile dell'Ufficio diritti esteri. Fu la traduzione nel 1964 di un testo francese di François-Régis Bastide pubblicato in italiano con il titolo Lo Zodiaco - Segreti e sortilegi a spingerla a ricercare la corrispondenza tra astrologia e realtà. Questa sua ricerca si fece col tempo sempre più determinata e la portò a riformulare anche radicalmente molte teorie astrologiche ereditate dal passato.
Nel 1968 pubblicò il suo primo romanzo, Madame andata e ritorno.
Nel 1971 pubblicò il suo primo trattato sull'astrologia, Introduzione all'astrologia e decifrazione dello zodiaco già critico della tradizione e portatore di alcune nuove chiavi di lettura astrologiche, incoraggiata dagli amici e "cavie" eccellenti quali Eugenio Montale, Gabriel García Márquez, Dino Buzzati, Guido Piovene, Mario Vargas Llosa, dai quali fu esortata a pubblicare le sue osservazioni.
Dopo Macbarath (1975), un romanzo fantascientifico anticipatorio delle sue teorie astrologiche, nel 1979 pubblicò il saggio Il convitato di pietra, testo fondamentale delle sue teorie..
Oltre a numerose traduzioni di testi letterari, collaborò ad alcune sceneggiature cinematografiche dell'amico e regista Eriprando Visconti. Incontri che si svolgevano presso l'antica tenuta agricola della nonna del regista, a Castellaro de’ Giorgi, che era appartenuta alla nonna di Eriprando Visconti Modrone, Carla Erba, erede della famiglia farmaceutica milanese.
Nel 1983 iniziò la sua collaborazione con la rivista Sirio, di cui curerà la rubrica di posta per 14 anni. Negli anni compresi tra il 1983 e il 1992 pubblicò per Longanesi i 4 volumi delle Lezioni di Astrologia a dare un ulteriore approfondimento delle sue teorie astrologiche: La natura dei segni, La natura dei pianeti, La natura delle case e l'ultimo, La natura dei transiti.
Tra le altre sue opere, il suo romanzo La noia di Priapo del 1988, L'astrologia e l'amore e Bimbo astrologo.
Ha organizzato e diretto 12 congressi di studi astrologici, il primo nel 1976 a Laveno, poi altri a Ferrara, Varese, Mantova, Verona e Riccione, l'ultimo nel 1993.
Prima della sua morte, decise di affidare ai suoi allievi e collaboratori, Gabriele Silvagni e Raffaella Vaccari, il materiale di studio accumulato nel tempo, pubblicato sul sito ufficiale. Lisa Morpurgo. Studi e ricerche, su lisamorpurgo.org.
Nel 2020 venne pubblicata la Raccolta degli interventi ai Congressi Astrologici 1974-1997 a cura dei suoi allievi e collaboratori Gabriele Silvagni e Raffaella Vaccari, con prefazione scritta da Massimo Fornicoli.

## Teoria
La caratteristica principale della sua teoria è l'approccio logico-razionale alla disciplina astrologica, considerando lo Zodiaco come un codice da decifrare.
Ha quindi rivisitato la teoria astrologiche classiche riconfigurando il supposto corrotto sistema dei domicili e delle esaltazioni planetarie con l'obiettivo di ricostruire lo schema originario.
La conseguenza è stata la rivalutazione di alcune teorie astrologiche sull'esistenza di altri due pianeti oltre a Plutone, che l'autrice definì, X-Proserpina e Y-Eolo con il fine di avere 12 segni, 12 case e 12 pianeti.
Ha proposto un nuovo legame tra parti del corpo umano e lo zodiaco.
Di seguito la tabella riepilogativa di domicili, esili, esaltazioni, cadute e trasparenze proposti dall'autrice:
| Pianeta              | Domicilio primario | Domicilio base | Esilio primario | Esilio Base | Esaltazione | Caduta     | Trasparenza esaltazione | Trasparenza domicilio |
| -------------------- | ------------------ | -------------- | --------------- | ----------- | ----------- | ---------- | ----------------------- | --------------------- |
| Sole                 | Leone              |                | Aquario         |             | Ariete      | Bilancia   | Scorpione               | Cancro                |
| Luna                 | Cancro             |                | Capricorno      |             | Pesci       | Vergine    | Sagittario              | Leone                 |
| Mercurio             | Gemelli            | Vergine        | Sagittario      | Pesci       | Scorpione   | Toro       | Cancro                  |                       |
| Venere               | Bilancia           | Toro           | Ariete          | Scorpione   | Cancro      | Capricorno | Pesci                   |                       |
| Marte                | Ariete             | Scorpione      | Bilancia        | Toro        | Capricorno  | Cancro     | Vergine                 |                       |
| Giove                | Sagittario         | Pesci          | Gemelli         | Vergine     | Toro        | Scorpione  | Capricorno              |                       |
| Saturno              | Capricorno         | Aquario        | Cancro          | Leone       | Bilancia    | Ariete     | Toro                    |                       |
| Urano                | Aquario            | Capricorno     | Leone           | Cancro      | Vergine     | Pesci      | Gemelli                 |                       |
| Nettuno              | Pesci              | Sagittario     | Vergine         | Gemelli     | Aquario     | Leone      | Bilancia                |                       |
| Plutone              | Scorpione          | Ariete         | Toro            | Bilancia    | Gemelli     | Sagittario | Aquario                 |                       |
| X-Proserpina (Eris?) | Toro               | Bilancia       | Scorpione       | Ariete      | Sagittario  | Gemelli    | Leone                   |                       |
| Y-Eolo               | Vergine            | Gemelli        | Pesci           | Sagittario  | Leone       | Aquario    | Ariete                  |                       |

## Opere

### Saggistica
- 1972 - Introduzione all'astrologia e decifrazione dello zodiaco (Longanesi)
- 1979 - Il convitato di pietra (Longanesi)
- 1983-1992 - Lezioni di Astrologia (in 4 volumi: La natura dei segni, La natura dei pianeti, La natura delle case, La natura dei transiti) (Longanesi)
- 2020 - Raccolta degli interventi ai Congressi Astrologici 1974-1997 (Amazon)

### Narrativa
- 1968 - Madame andata e ritorno (ripubblicato nel 2021[9])
- 1975 - Macbarath (Longanesi)
- 1988 - La noia di Priapo (La tartaruga)